# Raphael (JavaScriptライブラリ)
Raphaël（ラファエル）は、クロスブラウザに対応（Chrome5.0+、Firefox3.0+、Safari3.0、Opera9.5+、Internet Explorer6.0+）した、ウェブサイト上でのベクタ形式画像描画用JavaScriptライブラリである。
多くのブラウザの場合Scalable Vector Graphicsが、Internet Explorerの旧版の場合はVector Markup Languageが描画される。『ワシントン・ポスト』や『タイムズ』のウェブサイト、iCloudで利用されている。